# Walenty Prokulski
Walenty Wojciech Prokulski (ur. 4 maja 1888 w Głobikówce, zm. 26 kwietnia 1968 w Krakowie) – polski jezuita, biblista, tłumacz Ewangelii synoptycznych dla Biblii Tysiąclecia, doktor teologii.

## Życiorys
Do zakonu wstąpił w 1907, maturę zdał w 1912 w Gimnazjum w Chyrowie. Święcenia kapłańskie przyjął 5 maja 1918 w Krakowie. W latach 1920–1924 studiował w Papieskim Instytucie Biblijnym i obronił tam pracę licencjacką. W 1924 złożył profesję zakonną, w tym samym roku odbył podróż naukową na Bliski Wschód. Od 1925 mieszkał w Polsce, został wykładowcą jezuickiego wydziału teologicznego w Krakowie, w latach 1926-1939 był profesorem lubelskiego Bobolanum, gdzie wykładał egzegezę Nowego Testamentu, grekę i hebrajski, a w latach 1926-1928 i 1935-1937 kierował biblioteką kolegium. W 1927 przejął po Władysławie Szczepańskim kierownictwo nad redakcją zmodernizowanego wydania Biblii Jakuba Wujka, tzw. "Biblią poznańską I", która ukazała się w pięciu tomach w latach 1927-1932. Uczestniczył także w poprawkach redakcyjnych Nowego Testamentu wydanego w ramach tzw. "Biblii krakowskiej" w 1938. W latach II wojny światowej przebywał początkowo w Lublinie, w latach 1940-1941 w Otwocku, gdzie był superiorem (odpowiednik przeora w zakonie jezuitów), następnie w Nowym Sączu (1941-1942), Lwowie (1942-1943) i Starej Wsi (1943-1945), gdzie rozpoczął prace nad przekładem Nowego Testamentu z języków oryginalnych.
W latach 1945–1947 był administratorem jezuickiej parafii św. Klemensa Dworzaka we Wrocławiu, należał do organizatorów administracji kościelnej na Dolnym Śląsku. W kolejnych latach wykładał Pismo Święte w kolegium jezuickim w Starej Wsi (1947-1950), w Wyższym Seminarium Duchownym we Wrocławiu (1950/1951), następnie w Krakowie (1951-1955) i Warszawie (1955-1960). W latach 1960–1961 pełnił funkcję wizytatora prowincji jezuickich w Polsce.
Dla Biblii Tysiąclecia przetłumaczył Ewangelie synoptyczne, pracował również nad przekładem całego Nowego Testamentu, ostatecznie pośmiertnie wydano w jego tłumaczeniu Ewangelie i Dzieje Apostolskie (1973).